# Artibeus concolor
Artibeus concolor är en däggdjursart som beskrevs av Peters 1865. Artibeus concolor ingår i släktet Artibeus, och familjen bladnäsor. IUCN kategoriserar arten globalt som livskraftig.
Inga underarter finns listade i Catalogue of Life. Arten är enligt Wilson & Reeder (2005) ensam i undersläktet Koopmania. I äldre avhandlingar klassificeras Koopmania som självständigt släkte.

## Beskrivning
Denna fladdermus förekommer i norra Sydamerika. Den vistas i olika slags skogar och uppsöker fruktodlingar. I bergstrakter når arten 1000 meter över havet.
Hanar är med en genomsnittlig kroppslängd (huvud och bål) av 59,5 mm något mindre än honor som blir 64 mm långa. En yttre svans saknas. Vikten är ungefär 18 till 20 gram. Pälsen är nästan på hela kroppen brun. Bara på främre halsen är den ljusare. Arten saknar strimmor i ansiktet.
Artibeus concolor äter antagligen främst frukter. Födan kompletteras med nektar, pollen och blommor.